# گورستان میکن دپ
قبرستان میکن دپ مربوط به سده‌های متاخر دوران‌های تاریخی پس از اسلام است و در شهرستان سرباز، بخش مرکزی، دهستان مورتان، روستای مورتان واقع شده و این اثر در تاریخ ۲۷ اسفند ۱۳۸۷ با شمارهٔ ثبت ۲۶۳۵۸ به‌عنوان یکی از آثار ملی ایران به ثبت رسیده است.